# Mark Philippoussis
Mark Anthony Philippoussis (Melbourne, 7 de novembro de 1976) é um ex-tenista profissional australiano.
Foi vice-campeão do US Open de tênis em 1998. Em 2003 foi vice-campeão do Wilmbledon, perdendo para Roger Federer, então, Nº 3 do mundo.
Em 1997 venceu o Aberto de Las Vegas, nos Estados Unidos.Em 1999 venceu o ATP de Indian Wells Masters. Em 2000 foi vice-campeão do Paris Masters, perdendo para Marat Safin.
Possui o recorde de maior número de aces em partida de três sets (melhor de 5 sets): 44 aces em Kuala Lumpur, em 1995.

## Conquistas

### Grand Slam finais

#### Simples: 2 (2 Vices)
| Posição | Ano  | Campeonato | Piso  | Oponente na final | Placar da final     |
| Vice    | 1998 | US Open    | Duro  | Patrick Rafter    | 6–3, 3–6, 6–2, 6–0  |
| Vice    | 2003 | Wimbledon  | Grama | Roger Federer     | 7–6(5), 6–2, 7–6(3) |

### Masters Series finais

#### Simples: 2 (1 título, 1 vice)
| Posição | Ano  | Campeonato   | Piso     | Oponente na final | Placar da final               |
| Campeão | 1999 | Indian Wells | Duro     | Carlos Moyà       | 5–7, 6–4, 6–4, 4–6, 6–2       |
| Vice    | 2000 | Paris        | Duro (i) | Marat Safin       | 3–6, 7–6(7), 6–4, 3–6, 7–6(8) |

## ATP finais

### Simples: 22 (11–11)
| Legenda                        |
| Grand Slam (0–2)               |
| Tennis Masters Cup (0–0)       |
| ATP Masters Series (1–1)       |
| ATP Championship Series (2–1)  |
| ATP International Series (8–7) |

| Títulos por Piso |
| Duro (8–7)       |
| Grama (2–1)      |
| Saibro (1–0)     |
| Carpete (0–3)    |

| Resultado | N.  | Data              | Campeonato                         | Piso     | Oponente           | Placar                             |
| Vice      | 1.  | 6 Março 1995      | Scottsdale, EUA                    | Duro     | Jim Courier        | 6–7(2–7), 4–6                      |
| Vice      | 2.  | 9 Outubro 1995    | Kuala Lumpur, Malásia              | Carpete  | Marcelo Ríos       | 6–7(6–8), 2–6                      |
| Vice      | 3.  | 16 Outubro 1995   | Tokyo, Japan                       | Duro (i) | Michael Chang      | 3–6, 4–6                           |
| Campeão   | 1.  | 14 Outubro 1996   | Toulouse, França                   | Duro     | Magnus Larsson     | 6–1, 5–7, 6–4                      |
| Campeão   | 2.  | 3 Março 1997      | Scottsdale, EUA                    | Duro     | Richey Reneberg    | 6–4, 7–6(7–4)                      |
| Campeão   | 3.  | 28 Abril 1997     | Munich, Alemanha                   | Saibro   | Àlex Corretja      | 7–6(7–3), 1–6, 6–4                 |
| Campeão   | 4.  | 9 Junho 1997      | London (Queen's Club), Reino Unido | Grama    | Goran Ivanišević   | 7–5, 6–3                           |
| Vice      | 4.  | 29 Setembro 1997  | Toulouse, França                   | Duro (i) | Nicolas Kiefer     | 5–7, 7–5, 4–6                      |
| Vice      | 5.  | 6 Outubro 1997    | Basel, Suíça                       | Carpete  | Greg Rusedski      | 3–6, 6–7(6–8), 6–7(3–7)            |
| Campeão   | 5.  | 16 Fevereiro 1998 | Memphis, EUA                       | Duro     | Michael Chang      | 6–3, 6–2                           |
| Vice      | 6.  | 14 Setembro 1998  | US Open, Nova York, EUA            | Duro     | Patrick Rafter     | 3–6, 6–3, 2–6, 0–6                 |
| Campeão   | 6.  | 8 Fevereiro 1999  | San Jose, EUA                      | Duro     | Cecil Mamiit       | 6–3, 6–2                           |
| Campeão   | 7.  | 8 Março 1999      | Indian Wells, EUA                  | Duro     | Carlos Moyá        | 5–7, 6–4, 6–4, 4–6, 6–2            |
| Campeão   | 8.  | 7 Fevereiro 2000  | San Jose, USA                      | Duro     | Mikael Tillström   | 7–5, 4–6, 6–3                      |
| Vice      | 7.  | 9 Outubro 2000    | Hong Kong, China                   | Duro     | Nicolas Kiefer     | 6–7(4–7), 6–2, 2–6                 |
| Vice      | 8.  | 20 Novembro 2000  | Paris, França                      | Carpete  | Marat Safin        | 6–3, 6–7(7–9), 4–6, 6–3, 6–7(8–10) |
| Campeão   | 9.  | 19 Fevereiro 2001 | Memphis, EUA                       | Duro     | Davide Sanguinetti | 6–3, 6–7(5–7), 6–3                 |
| Vice      | 9.  | 7 Janeiro 2002    | Adelaide, Austrália                | Duro     | Tim Henman         | 4–6, 7–6(8–6), 3–6                 |
| Vice      | 10. | 10 Março 2003     | Scottsdale, USA                    | Duro     | Lleyton Hewitt     | 4–6, 4–6                           |
| Vice      | 11. | 7 Julho 2003      | Wimbledon, London, Reino Unido     | Grama    | Roger Federer      | 6–7(5–7), 2–6, 6–7(3–7)            |
| Campeão   | 10. | 22 Setembro 2003  | Shanghai, China                    | Duro     | Jiří Novák         | 6–2, 6–1                           |
| Campeão   | 11. | 16 Julho 2006     | Newport, EUA                       | Grama    | Justin Gimelstob   | 6–3, 7–5                           |